# Les Déserts
Les Déserts település Franciaországban, Savoie megyében. Lakosainak száma 826 fő (2022. január 1.). Les Déserts Aillon-le-Jeune, Drumettaz-Clarafond, Montcel, Mouxy, Le Noyer, Pugny-Chatenod, Saint-François-de-Sales, Saint-Jean-d’Arvey, Thoiry és Verel-Pragondran községekkel határos.

## Népesség
A település népességének változása:
| Lakosok száma | 758  | 758  | 803  | 795  | 810  | 811  | 812  | 812  | 826  |
|               | 2013 | 2015 | 2016 | 2017 | 2018 | 2019 | 2020 | 2021 | 2022 |